# لوتشيانو نييتو
لوتشيانو نييتو (بالإسبانية: Luciano Nieto)‏ هو لاعب كرة قدم أرجنتيني في مركز الوسط، ولد في 19 يناير 1991 في Tapiales ‏ في الأرجنتين. شارك مع منتخب الأرجنتين تحت 17 سنة لكرة القدم ومنتخب الأرجنتين تحت 20 سنة لكرة القدم ومنتخب الأرجنتين لكرة القدم. أما مع النوادي، فقد لعب مع هوراكان.

## وصلات خارجية
- لوتشيانو نييتو على موقع قاعدة بيانات كرة القدم.إي يو (الإنجليزية)
- لوتشيانو نييتو على موقع Soccerway.com (الإنجليزية)